# Mesék Hófehérkéről
A Mesék Hófehérkéről (白雪姫の伝説; Sirajuki Hime no denszecu; Hepburn: Shirayuki Hime no densetsu) japán animesorozat, amelyet a Tatsunoko Productions készített a Grimm fivérek eredeti műve alapján. Okadzsima Kunio rendezte Arakava Naruhisza forgatókönyve alapján. Az 52 részes sorozat 1994. április 6. és 1995. március 29. között futott az NHK csatornán.
Magyarországon az MTV 1 vetítette magyar szinkronnal 1997. január 4. és június 29. között.

## Cselekmény
A történet annak a hercegnőnek a születésével kezdődik, kinek a bőre oly fehér, mint a hó, a haja oly fekete, mint az ébenfa és a szája oly piros, mint a rózsa. A szülei, Smaragdvölgy királya és királynéja Hófehérkének nevezik el. A kislány boldogan nő fel, negyedik születésnapjára kap három házi kedvencet is: egy kutyát (Marci), egy macskát (Mirci) és egy galambot (Durci).
Azonban röviddel ezután a királynő megbetegszik és meghal, helyébe Jáspis királynő lép, aki nemcsak gonosz, önző és ambiciózus, de a fekete mágiának is mestere. Legfőbb vágya, hogy ő legyen a legszebb az országban, s ebben nem ismer kompromisszumot.
Mikor a királynak háborúba kell mennie Hófehérke élete pokollá változik. Pártfogóra Mollyban és Richard hercegben lel, előbbit azonban Jáspis elküldi a kastélyból. Mikor Jáspis megtudja bűvös tükrétől, hogy Hófehérke szebb nála, megkéri az udvari vadászt, Sámsont, hogy ölje meg. Hófehérke elmenekül az erdőbe, ahol egy kunyhóra talál, melyben hét törpe él.
Hófehérke hamar összebarátkozik a bátor törpékkel, akik segítenek dacolni a királynő ármányaival. Később más teremtmények, tündérek, koboldok is segítik Hófehérkét. Jáspis első sikertelen próbálkozása után több alkalommal is Hófehérke életére tör: először egy mérgezett szalagot küld neki denevérével, másodszor egy elvarázsolt fésűt ad át neki magát egy ártatlan kislánynak álcázva, harmadszor Ronny-t a démont küldi ellene, negyedszerre Jónást, a nagy varázslót kéri meg. Minden alkalommal a törpék a Tudás Könyve segítségével képesek megmenteni Hófehérkét.
Utolsó alkalommal mostohaanyja magát öregasszonynak álcázva személyesen látogatja meg Hófehérkét és egy mérgezett almával mágikus álomba ringatja, hogy azután elvegye a testét. Hófehérke és később az utána siető Richard egy másik világba kerülnek, ahol megjelenik a királynőben lakozó gonosz is. Richard képes lesz végezni vele, ezzel helyreáll a béke.

## Szereplők
Hófehérke
Szinkronhangja: Amano Juri  (japán), Kiss Erika (magyar)
Smaragdvölgy fiatal és szép hercegnője, aki kiskorában elvesztette az édesanyját, s miután apjának háborúba kell mennie, mostohaanyja felügyelete alá kerül, aki azonban gyűlöli őt szépsége miatt. Mikor a királynő mágikus tükrétől megtudja, hogy Hófehérke szebb nála, megpróbálja megöletni.
Jáspis királynő (Crystal)
Szinkronhangja: Jokoo Mari  (japán), Kállay Ilona (magyar)
Hófehérke mostohaanyja, aki egy szomszédos kis királyságból házasodott Konrád királyhoz. Egyetlen vágya, hogy ő legyen a legszebb az országban. Gyűlöli Hófehérkét, akit számtalan alkalommal próbál megölni szépsége miatt, majd a testét is megpróbálja elvenni. Jáspist valójában fiatal kora óta egy démon tartja irányítása alatt.
Konrád király
Szinkronhangja: Szavaki Ikuja  (japán), Jakab Csaba (magyar)
Smaragdvölgy királya, Hófehérke apja, aki elvesztette szeretett feleségét, de újra megházasodott Jáspis királynővel, hogy Hófehérkének ne anya nélkül kelljen felnőnie. A történet alatt háborút vív egy szomszédos királysággal, így Jáspis királynő kezébe kerül az irányítás.
Izabella királynő
Szinkronhangja: ?  (japán), ? (magyar)
Smaragdvölgy királynéja, Hófehérke anyja, aki Hófehérke születésekor megbetegedett, majd néhány évre rá meghalt.
Richard herceg
Szinkronhangja: Kojaszu Takehito  (japán), Fekete Zoltán (magyar)
Smaragdvölgy közeli szövetségese, Albertville hercege. Hófehérke gyermekkori barátja, majd szerelme. Ő győzi le a Jáspisban lakozó gonoszt.

### Törpék
Mester (Boss)
Szinkronhangja: Naka Hirosi  (japán), Harsányi Gábor (magyar)
A törpék öreg és bölcs vezetője. Az eredeti történetben Tudor a megfelelője.
Rőt (Woody)
Szinkronhangja: Furuta Nobujuki  (japán), Harkányi Endre (magyar)
Jó barkácskészséggel rendelkező törpe. Az eredeti történetben Szende a megfelelője.
Muszkli (Goldy)
Szinkronhangja: Sioja Kózó  (japán), Forgács Gábor (magyar)
A legerősebb törpe, aki folyton fegyelmezi Pindurt. Az eredeti történetben Morgó a megfelelője.
Ínyenc (Gurume)
Szinkronhangja: Szugavara Dzsunicsi  (japán), Kocsis György (magyar)
A törpék szakácsa. Az eredeti történetben Vidor a megfelelője.
Herba (Camomille)
Szinkronhangja: Szuzuki Kacumi  (japán), Salinger Gábor (magyar)
Gyógynövények és orvosságok ismerője, képes különböző varázsfőzeteket készíteni. Az eredeti történetben Szundi a megfelelője.
Pindur (Jolly)
Szinkronhangja: Ivanaga Tecuja  (japán), Tarján Péter (magyar)
A legfiatalabb törpe. Nagyszájú és hiperaktív, folyton féltékeny Hófehérkére, de mindent megtesz, hogy megvédje. Az eredeti történetben Kuka a megfelelője.
Doki (Pet)
Szinkronhangja: Takagi Vataru  (japán), Várkonyi András (magyar)
Csendes és félénk törpe, aki képes megérteni az állatokat. Az eredeti történetben Hapci a megfelelője.

### További szereplők
Molly
Szinkronhangja: Mukaidono Aszami  (japán), Pásztor Erzsi (magyar)
Hófehérke dajkája. Mikor Konrád háborúba megy, Jáspis elküldi a kastélytól, mint Hófehérke egyetlen pártfogóját.
Sámson
Szinkronhangja: Cudzsi Sinpacsi  (japán), Faragó József (magyar)
Az udvari vadász, akinek Jáspis megparancsolja, hogy ölje meg Hófehérkét. Mivel erre nem lesz képes és futni hagyja a lányt, ő is a gonosz királynő ellenségévé válik.
Poncsi, a tükör szelleme (Specs)
Szinkronhangja: Sioja Kózó  (japán), ? (magyar)
Jáspis bűvös tükrében lakozó szellem, aki minden kérdésre az igazat válaszolja. Egyedül a törpök erdejébe nem lát be, melyet mágikus köd borít. Milarka szerelme.
Milarka, a kard szelleme
Szinkronhangja: Hiramacu Akiko  (japán), Csere Ágnes (magyar)
Egy mágikus kard szelleme. Poncsi szerelme.
Jack
Szinkronhangja: Jamagucsi Kappei  (japán), Bolba Tamás (magyar)
Egy fiú a faluból, ahová Hófehérke menekül a történet közepe táján. Később kiderül, hogy ő az erdő hercege és a királynő az ő oldalára akarja állítani.
Lili (Luna)
Szinkronhangja: ?  (japán), ? (45–46. ep.), Vadász Bea (47–52. ep.) (magyar)
Egy kotnyeles virágtündér, aki folyton Jack nyakán lóg, miután Richard feléleszti őt az álmából.
Mrs. Bauer
Szinkronhangja: Takegucsi Akiko  (japán), ? (magyar)
Egy árvaotthon vezetője, ahová Molly és Hófehérke is menekül.
Edgar (Gobi)
Szinkronhangja: Tobita Tecuo  (japán), Beregi Péter (magyar)
A koboldok királya.
Izabella (Memole)
Szinkronhangja: Mizutani Júko  (japán), Somlai Edina (magyar)
Edgar tanácsadója és közeli barátja, később szerelme.
Flóra
Szinkronhangja: ?  (japán), Vadász Bea (magyar)
Egy gyümölcstündér, akinek gondjai akadnak a varázslással.
Békaháj
Szinkronhangja: ?  (japán), Szabó Éva (magyar)
A koboldok egyik varázsló vezetője.
Jónás
Szinkronhangja: ?  (japán), ? (magyar)
Nagy hatalmú varázsló, akit Jáspis Hófehérke megölésére idéz meg. Mikor azonban a varázsló rájön a királynő gonosz szándékára, ellene fordul, de már késő: a királynő a botjával az egész világot kővé változtatja.
Mesélő: Szaszaki Júko (japán), Molnár Piroska (magyar)
Főcím, stáblista felolvasása: Bakonyi Gábor (magyar)
További magyar hangok: Boros Zoltán, Csuha Lajos, Molnár Ilona

## Epizódok
| #  | Epizód címe | Első japán sugárzás  | Első magyar sugárzás |
| -- | --- | -------------------- | -------------------- |
| 1  | Hercegnő születik Juki no jóna sódzso (雪のような少女; Hepburn: Yuki no yōna shōjo)                                             | 1994. április 6.     | 1997. január 4.      |
| 2  | A mostohaanya Hatesinaki jabó (果てしなき野望; Hepburn: Hateshinaki yabō)                                                       | 1994. április 13.    | 1997. január 5.      |
| 3  | Váratlan találkozás Hidamari no deai (陽だまりの出会い)                                                                         | 1994. április 20.    | 1997. január 11.     |
| 4  | Fájdalmas búcsú Juki ni csikatta jakuszoku (雪に誓った約束; Hepburn: Yuki ni chikatta yakusoku)                                 | 1994. április 27.    | 1997. január 12.     |
| 5  | Veszélyes kirándulás Kiri nomukóno asita e (霧のむこうの明日へ; Hepburn: Kiri nomukōno ashita e)                                | 1994. május 4.       | 1997. január 18.     |
| 6  | A hét törpe 7-nin no dwarf (7人のドワーフ; 7-nin no dováfu; Hepburn: 7-nin no dowāfu)                                           | 1994. május 11.      | 1997. január 19.     |
| 7  | A mérges törpe, Rőt Atarasii kazoku (新しい家族; Hepburn: Atarashii kazoku)                                                     | 1994. május 18.      | 1997. január 25.     |
| 8  | Pindur, a hercegnő és a bűvös virágok Fusigi no hana no szaszajaki (ふしぎの花のささやき; Hepburn: Fushigi no hana no sasayaki) | 1994. május 25.      | 1997. január 26.     |
| 9  | Újra együtt Hosifuru mori no szaikai (星降る森の再会; Hepburn: Hoshifuru mori no saikai)                                        | 1994. június 1.      | 1997. február 1.     |
| 10 | Richard levele Richard no tegami vo (リチャードの手紙を; Ricsádo no tegami vo; Hepburn: Richādo no tegami wo)                   | 1994. június 8.      | 1997. február 2.     |
| 11 | Veszélyes kaland a palotában O siro no naka vo daibóken (お城の中を大冒険; Hepburn: O shiro no naka wo daibōken)                | 1994. június 15.     | 1997. február 8.     |
| 12 | Egy barát mosolya Júdzsó gakureta egao (友情がくれた笑顔; Hepburn: Yūjō gakureta egao)                                          | 1994. június 22.     | 1997. február 9.     |
| 13 | A zöld méreg Vakakusza soku no akuma (若草色の悪魔; Hepburn: Wakakusa shoku no akuma)                                           | 1994. június 29.     | 1997. február 15.    |
| 14 | A tudás könyve Usinavareta siroi hana (失われた白い花; Hepburn: Ushinawareta shiroi hana)                                       | 1994. július 6.      | 1997. február 16.    |
| 15 | A hétszín szivárvány Júki no kiri ha nidzsi no iro (勇気の霧は虹の色; Hepburn: Yūki no kiri ha niji no iro)                     | 1994. július 13.     | 1997. február 22.    |
| 16 | Pillangók Csó jo mae aoi szora ni (蝶よ舞え青い空に; Hepburn: Chō yo mae aoi sora ni)                                           | 1994. július 20.     | 1997. február 23.    |
| 17 | Varázslat a holdfényes erdőben Cuki no joru no omadzsinai (月の夜のおまじない; Hepburn: Tsuki no yoru no omajinai)              | 1994. július 27.     | 1997. március 1.     |
| 18 | Jégország Majoikon da koori no kuni (迷い込んだ氷の国; Hepburn: Mayoikon da koori no kuni)                                      | 1994. augusztus 3.   | 1997. március 2.     |
| 19 | A kis gyermek Kari kurasi no onnanoko (借り暮らしの女の子; Hepburn: Kari kurashi no onnanoko)                                   | 1994. augusztus 10.  | 1997. március 8.     |
| 20 | Bizonyíték Jaszasisza no hate ni (やさしさの果てに; Hepburn: Yasashisa no hate ni)                                              | 1994. augusztus 17.  | 1997. március 9.     |
| 21 | Jó utat Pindur Szajonara Jolly (さよならジョリー; Szajonara Dzsorí; Hepburn: Sayonara Jorī)                                     | 1994. augusztus 24.  | 1997. március 15.    |
| 22 | Pindur és az óriás tojás Tamago no papa ni nattara (卵のパパになったら)                                                         | 1994. augusztus 31.  | 1997. március 16.    |
| 23 | Bűvös hegy Maborosi no jama e hasire (まぼろしの山へ走れ; Hepburn: Maboroshi no yama e hashire)                                 | 1994. szeptember 7.  | 1997. március 22.    |
| 24 | Kis tündér Anata no jószei dakara (あなたの妖精だから; Hepburn: Anata no yōsei dakara)                                          | 1994. szeptember 14. | 1997. március 23.    |
| 25 | Egy hang a múltból Toki vo koeta szakebi (時を越えた叫び; Hepburn: Toki wo koeta sakebi)                                        | 1994. szeptember 21. | 1997. március 29.    |
| 26 | Örök szerelem Icuka ai no tameni (いつか愛のために; Hepburn: Itsuka ai no tameni)                                               | 1994. szeptember 28. | 1997. március 30.    |
| 27 | Kellemes meglepetés Omoigakenai szaikai (思いがけない再会; Hepburn: Omoigakenai saikai)                                         | 1994. október 5.     | 1997. április 5.     |
| 28 | Egy kedves kislány Tensi no jóna Marie (天使のようなマリー; Tensi no jóna Marí; Hepburn: Tenshi no yōna Marī)                   | 1994. október 12.    | 1997. április 6.     |
| 29 | A bross Mori kara kita sónen (森から来た少年; Hepburn: Mori kara kita shōnen)                                                   | 1994. október 19.    | 1997. április 12.    |
| 30 | A remény virága Kibó no hana vo mezasite (希望の花をめざして; Hepburn: Kibō no hana wo mezashite)                               | 1994. október 26.    | 1997. április 13.    |
| 31 | Mary ajándéka Marie karano no okurimono (マリーからの贈り物; Marí kara no okurimono; Hepburn: Marī kara no okurimono)           | 1994. november 2.    | 1997. április 19.    |
| 32 | Hófehérke ébredése Hakucsó jo futatabi (白鳥よふたたび; Hepburn: Hakuchō yo futatabi)                                           | 1994. november 9.    | 1997. április 20.    |
| 33 | A gonosz köd Fukkacu szuru akuma no kiri (復活する悪魔の霧; Hepburn: Fukkatsu suru akuma no kiri)                               | 1994. november 16.   | 1997. április 26.    |
| 34 | Ronny taktikája Ubavareta jószei no kokoro (奪われた妖精の心; Hepburn: Ubawareta yōsei no kokoro)                               | 1994. november 23.   | 1997. április 27.    |
| 35 | A medalion Hikare ai no Pendant (光れ愛のペンダント; Hikare ai no Pendanto)                                                     | 1994. november 30.   | 1997. május 3.       |
| 36 | Megmenekülés Kiszeki vo jobu gin no csikara (奇跡を呼ぶ銀の力; Hepburn: Kiseki wo yobu gin no chikara)                          | 1994. december 7.    | 1997. május 4.       |
| 37 | Richard és a királyné Arata naru tabidacsi (新たなる旅立ち; Hepburn: Arata naru tabidachi)                                      | 1994. december 14.   | 1997. május 10.      |
| 38 | Menekülés Siavasze va ni nin no teni (幸せは二人の手に; Hepburn: Shiawase wa ni nin no teni)                                    | 1994. december 21.   | 1997. május 11.      |
| 39 | Búcsú Mirai he no vakare (未来への別れ; Hepburn: Mirai he no wakare)                                                            | 1994. december 28.   | 1997. május 17.      |
| 40 | Múlt titkai Jomigaeru jami no kioku (よみがえる闇の記憶; Hepburn: Yomigaeru yami no kioku)                                      | 1995. január 4.      | 1997. május 18.      |
| 41 | Áruló barát Kanasimi ni nureta hana (悲しみにぬれた花; Hepburn: Kanashimi ni nureta hana)                                       | 1995. január 11.     | 1997. május 24.      |
| 42 | A káprázat virága Akuma ga jobu jume no kuni (悪魔が呼ぶ夢の国; Hepburn: Akuma ga yobu yume no kuni)                            | 1995. január 25.     | 1997. május 25.      |
| 43 | Könnyek Neravareta otome no namida (狙われた乙女の涙; Hepburn: Nerawareta otome no namida)                                      | 1995. február 1.     | 1997. május 31.      |
| 44 | Csodálatra méltó barátság Meguriai sindzsite (めぐりあい信じて; Hepburn: Meguriai shinjite)                                     | 1995. február 8.     | 1997. június 1.      |
| 45 | A csali Cuki no hikari ni negai vo (月の光に願いを; Hepburn: Tsuki no hikari ni negai wo)                                       | 1995. február 15.    | 1997. június 7.      |
| 46 | A tükör titka Himerare ta kagami no nazo (秘められた鏡の謎)                                                                     | 1995. február 22.    | 1997. június 8.      |
| 47 | Jónás, a nagy varázsló Kaszeki ni natta kokjó (化石になった故郷(ふるさと); Hepburn: Kaseki ni natta kokyō)                      | 1995. március 1.     | 1997. június 14.     |
| 48 | A Szent Hegy Daicsi no csikara vokono teni (大地の力をこの手に; Hepburn: Daichi no chikara wo kono teni)                        | 1995. március 8.     | 1997. június 15.     |
| 49 | A haldokló erdő Midori no mori vo kaesite (緑の森をかえして; Hepburn: Midori no mori wo kaeshite)                               | 1995. március 8.     | 1997. június 21.     |
| 50 | A mérgezett alma Unmei no doku ringo (運命の毒リンゴ)                                                                           | 1995. március 15.    | 1997. június 22.     |
| 51 | A kék sólyom Maiorita aoi taka (舞い降りた青い鷹)                                                                               | 1995. március 22.    | 1997. június 28.     |
| 52 | A csók Icumademo egao (いつまでも笑顔; Hepburn: Itsumademo egao)                                                                | 1995. március 29.    | 1997. június 29.     |

## Zene
A sorozat eredeti japán főcímdala Szakai Miki és a Red Dolphins Heart no mori e tsuretette című dala, míg a zárófőcímdal Mijahara Mebae Folk Dance (フォークダンス; Foku Danszu; Hepburn: Foku Dansu) című dala volt.
A Mesék Hófehérkéről magyar változata magyar főcím- és zárófőcímdalt kapott, amit Sárközi Anita és Janicsák István adott elő.